# مجموعة الزمرد للنشر
الزمرد للنشر المحدودة هي ناشر أكاديمي للمجلات والكتب الأكاديمية في مجالات الإدارة والأعمال والتعليم ودراسات المكتبات والرعاية الصحية والهندسة.

## التأسيس
تأسست في المملكة المتحدة عام 1967 ومقرها في بينجلي. في السابق كانت MCB UP Ltd ، الناشر غيّر اسمه إلى الزمرد في عام 2002 بعد نجاح قاعدة بياناته الخاصة Emerald Fulltext .

## نبذة
- في عام 2007 ، استحوذت الزمرد على برنامج مسلسلات ومسلسلات ودراسات عن الإدارة والعلوم الاجتماعية من Elsevier.
- تم الاستحواذ على ناشر الرعاية الصحية والاجتماعية Pier Professional Limited في عام 2011.[9]
- في يونيو 2015 ، تم الإعلان عن استحواذ الزمرد على GoodPractice. GoodPractice هو مزود لأدوات الدعم للقادة وكبار المديرين.[10]
- في عام 2017 أصبحت الزمرد الراعي الرئيسي لملعب Headingley مع إعادة تسميتها بالزمرد هيدنجلي. وكجزء من الصفقة ، تم تسمية الجناح الرئيسي الجديد بموقف الزمرد.
- في عام 2018 ، تم تعيين فيكي ويليامز رئيسًا تنفيذيًا لشركة الزمرد للنشر.[11]

## روابط خارجية
- الموقع الرسمي